# Governo Morawiecki I
Il Governo Morawiecki I è stato il diciannovesimo governo della Polonia, in carica, per un totale di 1 anno, 11 mesi e 4 giorni, dall'11 dicembre 2017 al 15 novembre 2019 (sebbene dimissionario dal 12 novembre 2019), sorto in seguito alle dimissioni del Governo Szydło.
Il governo si formò in seguito alle dimissioni del Governo Szydło e diede le dimissioni alla fine della legislatura, con l’attuarsi delle conseguenti elezioni del 2019. Il 13 dicembre ottenne la fiducia. 
È il secondo governo polacco, dal 1989, che ad aver goduto della maggioranza assoluta monocolore dei seggi in Parlamento.

## Situazione parlamentare
| Camera | Collocazione | Partiti                                            | Seggi     |
| ------ | ------------ | -------------------------------------------------- | --------- |
| Sejm   | Maggioranza  | PiS (227), P (8)                                   | 235 / 460 |
| Sejm   | Opposizione  | KO (138), Kukiz'15 (42), .N (28), PSL (16), MN (1) | 225 / 460 |

Il partito "Accordo" nasce dopo l'uscita dalla coalizione con PiS e Polonia Unita; Prima era identificato con il nome di “Polonia Insieme”.

## Composizione
Diritto e Giustizia (PiS)
     Accordo (P)
     Polonia Solidale (SP)
     Partito Repubblicano (PR)
     Indipendenti (IND)
| Carica                                                                                      | Titolare                                                 | Titolare | Titolare                                                | Partito |
| ------------------------------------------------------------------------------------------- | -------------------------------------------------------- | -------- | ------------------------------------------------------- | ------- |
| Presidente del Consiglio Ministro dello sviluppo e delle finanze                            |                                                          |          | Mateusz Morawiecki                                      | PiS     |
| Vice presidente del Consiglio; Ministro della cultura e del patrimonio nazionale            |                                                          |          | Piotr Gliński                                           | PiS     |
| Vice presidente del Consiglio; Ministro della scienza e dell'istruzione superiore           |                                                          |          | Jarosław Gowin                                          | P       |
| Vice presidente del Consiglio                                                               |                                                          |          | Beata Szydło (fino al 4 giugno 2019)                    | PiS     |
| Vice presidente del Consiglio                                                               | Jacek Sasin (dal 4 giugno 2019)                          |          |                                                         | PiS     |
| Ministro degli affari esteri                                                                |                                                          |          | Witold Waszczykowski (fino al 9 gennaio 2018)           | PiS     |
| Ministro degli affari esteri                                                                |                                                          |          | Jacek Czaputowicz (dal 9 gennaio 2018)                  | IND     |
| Ministro della giustizia                                                                    |                                                          |          | Zbigniew Ziobro                                         | SP      |
| Ministro per lo sport e il turismo                                                          |                                                          |          | Witold Bańka                                            | PiS     |
| Ministro per la salute                                                                      |                                                          |          | Konstanty Radziwiłł (fino al 9 gennaio 2018)            | PiS     |
| Ministro per la salute                                                                      |                                                          |          | Łukasz Szumowski (dal 9 gennaio 2018)                   | IND     |
| Ministro della pubblica istruzione                                                          |                                                          |          | Anna Zalewska (fino al 4 giugno 2019)                   | PiS     |
| Ministro della pubblica istruzione                                                          | Dariusz Piontowski (dal 4 giugno 2019)                   |          |                                                         | PiS     |
| Ministro della difesa                                                                       |                                                          |          | Antoni Macierewicz (fino al 9 gennaio 2018)             | PiS     |
| Ministro della difesa                                                                       | Mariusz Błaszczak (dal 9 gennaio 2018)                   |          |                                                         | PiS     |
| Ministro dell'interno e dell'amministrazione                                                |                                                          |          | Mariusz Błaszczak (fino al 9 gennaio 2018)              | PiS     |
| Ministro dell'interno e dell'amministrazione                                                | Joachim Brudziński (dal 9 gennaio 2018 al 4 giugno 2019) |          |                                                         | PiS     |
| Ministro dell'interno e dell'amministrazione                                                | Elżbieta Witek (dal 4 giugno al 9 agosto 2019)           |          |                                                         | PiS     |
| Ministro dell'interno e dell'amministrazione                                                | Mariusz Kamiński (dal 14 agosto 2019)                    |          |                                                         | PiS     |
| Ministro delle finanze                                                                      |                                                          |          | Teresa Czerwińska (dal 9 gennaio 2018 al 4 giugno 2019) | IND     |
| Ministro delle finanze                                                                      |                                                          |          | Marian Banaś (dal 4 giugno al 30 agosto 2019)           | PiS     |
| Ministro delle finanze                                                                      |                                                          |          | Jerzy Kwieciński (dal 20 settembre 2019)                | IND     |
| Ministro per il lavoro, la famiglia e le politiche sociali                                  |                                                          |          | Elżbieta Rafalska (fino al 4 giugno 2019)               | PiS     |
| Ministro per il lavoro, la famiglia e le politiche sociali                                  | Bożena Borys Szopa (dal 4 giugno 2019)                   |          |                                                         | PiS     |
| Ministro per le infrastrutture e la costruzione (dal 9/1/18 Ministro per le infrastrutture) |                                                          |          | Andrzej Adamczyk                                        | PiS     |
| Ministro per l'imprenditoria e la tecnologia                                                |                                                          |          | Jadwiga Emilewicz (dal 9 gennaio 2018)                  | P       |
| Ministro degli investimenti e dello sviluppo economico                                      |                                                          |          | Jerzy Kwieciński (dal 9 gennaio 2018)                   | IND     |
| Ministro per l'ambiente                                                                     |                                                          |          | Jan Szyszko (fino al 9 gennaio 2018)                    | PiS     |
| Ministro per l'ambiente                                                                     | Henryk Kowalczyk (dal 9 gennaio 2018)                    |          |                                                         | PiS     |
| Ministro per gli affari digitali                                                            |                                                          |          | Anna Streżyńska (fino al 9 gennaio 2018)                | IND     |
| Ministro per gli affari digitali                                                            |                                                          |          | Marek Zagórski (dal 17 aprile 2018)                     | PiS     |
| Ministro dell'energia                                                                       |                                                          |          | Krzysztof Tchórzewski                                   | PiS     |
| Ministro per l'agricoltura e lo sviluppo rurale                                             |                                                          |          | Krzysztof Jurgiel (fino al 19 giugno 2018)              | PiS     |
| Ministro per l'agricoltura e lo sviluppo rurale                                             | Jan Krzysztof Ardanowski (dal 20 giugno 2018)            |          |                                                         | PiS     |
| Ministro per l'economia marittima                                                           |                                                          |          | Marek Gróbarczyk                                        | PiS     |
| Ministri-membro del Consiglio dei ministri                                                  |                                                          |          | Mariusz Kamiński                                        | PiS     |
| Ministri-membro del Consiglio dei ministri                                                  |                                                          |          | Beata Kempa (fino al 3 giugno 2019)                     | SP      |
| Ministri-membro del Consiglio dei ministri                                                  |                                                          |          | Henryk Kowalczyk (fino al 9 gennaio 2018)               | PiS     |
| Ministri-membro del Consiglio dei ministri                                                  |                                                          |          | Elżbieta Witek (fino al 18 dicembre 2017)               | PiS     |
| Ministri-membro del Consiglio dei ministri                                                  |                                                          |          | Michał Dworczyk (dal 4 giugno 2019)                     | PiS     |
| Ministri-membro del Consiglio dei ministri                                                  |                                                          |          | Michał Woś (dal 4 giugno 2019)                          | PiS     |